# 勤しめ! 仁岡先生
『勤しめ! 仁岡先生』（いそしめ におかせんせい）は、尾高純一による日本の4コマ漫画作品。なお、月刊少年ガンガン2010年8月号及び54時間目は例外的に、4コマ漫画ではなくストーリー漫画になっている。
『ガンガンパワード』（スクウェア・エニックス）で2度の読切掲載を経て、季刊誌時代の2005年秋季号から連載を開始。2009年の『パワード』休刊後は『月刊少年ガンガン』へ移籍し、同年4月号から2013年10月号まで連載された。

## あらすじ
子供嫌いである仁岡隆志は、意地悪教師となって、自分の嫌いな子供達をいびる幸せな生活を送ろうと目論み、とある中学校へと赴任する。だが、彼の裏表のない態度や、メガネを外したら意外と可愛い童顔になることが一部の生徒や先生から人気を得て、ついには数人の女子生徒や教師から告白される。それ以降、仁岡の女性から付きまとわれる日々が始まる。

## 登場人物

### 教師
仁岡隆志（におか たかし）
声 - 水島大宙
本作品の主人公。子供嫌いの中学校教師。2-2担任。担当は数学。生徒指導の教員でもある。一人称は「僕」。
中学生の頃、クラスメイトから仲間外れにされた経験があり、それ以来子供、特に中学生が嫌いになり、スポーツで個人技を極める、勉強をしてテストでいい点を取るなど、一人で生きていくための努力をした。中学校の教師になったのも、自分が嫌いな中学生を滅ぼすためである。だが、公私は混同しないのが信条のようであり、教師としての職務はきちんとこなす上、授業も分かり易いと生徒から好評である。嫌がらせに作る課題も課題としては上質。また、3年は受験も控えているにも拘らず英語教師がいないことに憤慨するなど、生徒の未来はしっかり考えている。
自他共に認める、陰険かつ性悪な性格。弄られるとすぐムキになるため、浅井や今江から「子供と同じ」とよく言われ、また桜からは「いじめたくなるタイプ」とも言われる。さらにメガネを外すと可愛い童顔があらわになる為、桜から狙われている。
現在まで友人は全くおらず、プライベートは常に一人でいるらしい。校長ですら彼を「勉強以外はオール残念」と評する。しかし生徒からの人気は高く、学校では教師や生徒に付きまとわれることが多い。生徒曰く「仁岡の悪態にはもう慣れた」との事。
好きなスポーツは野球で、野球とベースボールを区別するほどのマニアであり、高校球児だけは彼の「子供嫌い」の対象から除外されている。川﨑によると以前は好きではなかったらしい。
スポーツに関してはかなりの技術を持っている。少なくとも、1体1ならサッカー部主将の福盛よりうまい。ただし、喫煙者なのでスタミナがまったくない。また、カナヅチなので水泳は例外である。
学校内の唯一の安息の場所は喫煙スペース。唯一の楽しみは、酒を飲みながら、翌日に生徒にどんな意地悪をするか考えること。またかなりの甘党で、不摂生のあまり、体調を崩す事もある。チョコと小豆が大好物である。そのため、バレンタインデーだけは女子生徒に媚びている。好きな女性のタイプは「年上」や「大和撫子」。なお、「女性を見る目はある」と自称している。
極度のジャージフリークで、「変態ジャージ党」の一人。ジャージを愛する理由は、本人曰く、「何時如何なる時も俊敏にガキをしばける」から。新しくジャージを買うときは、常に保存用を買っている様子。また、「ジャージクロニクル」というジャージのトレーディングカードを集めており、前田と意気投合している場面も見受けられる。
学校で飼うことになったきなこに対しては極めて甘く、横取りする人間には圧倒的強者の河原にすら敵意を向ける。
単行本のあとがきで描かれる作者の自画像は「仁岡じゃありません」という注意書きがされるほど仁岡に似ている。
校長
一見人の良さそうなおじさんだが、実はロリコン。真偽は不明だが、若い頃には何人もの生徒に手を出したと自ら自慢するほどである。幼少時には血の繋がらない姉妹が欲しいと親にせがんだとの事。
浅井を狙っており、彼女に好かれたいがために思いつきで文化祭や校外学習を行ったりと、その行動はかなり突飛である。最近では、浅井を自分に向かせるために、仁岡にさりげない嫌がらせをすることが多い。
彼が校長としての職務をきちんとこなすようなことがあれば、「世界秩序の崩壊」とも言われるほどの変人ぶり。そのため、浅井や今江を始め、登場人物のほとんどが彼を嫌っている。話のオチをつけるための損な役割を請け負うことが多い。
異常なほどの超回復能力を持ち、どんなに攻撃を受けてボロボロになっても次のコマでは復活する。そんな能力を、浅井は「消耗しない人柱」と評し、仁岡に不老不死じゃないと言った時に「不老じゃないことは確か」と返されていた。健康を維持する為、今は禁煙している。
基本的にボケキャラであるが、時折ツッコミに回ることもある。
河原桜（かわはら さくら）
体育担当の女性教師。2-1担任。陸上部顧問。梅夫の実姉。前髪パッツンでジャージが普段着。仁岡より年上。「変態ジャージ党」の一人。
子供や可愛いものを異常なまでに愛しており、それらを守るためならどんな破壊行為も厭わない。その執着ぶりは「変態」そのもの。
また、身体能力も人並み外れて高く仁岡に気付かれないように走って後をつけたり、特大の雪玉を投げ込んだり、水上を走ったりする程度の芸当は可能。頭突きで校舎の壁を破壊したり、照れ隠しで塀に穴を開けたりするなど、かなりの戦闘能力を誇る。その戦闘力のため、前田、今江からは「身体能力は人のモノに非ず。」「化け物って感じ」と評される。
体育祭や球技大会などでは本領を発揮する。本人いわく「球技は苦手」。ただし、それはコントロールの問題であり、サッカーではシュートでキーパーに見立てた丸太をへし折ってネットを突き破り、なおかつボールを空の星にする破壊力を持つ。
当初は浅井のことを可愛いがっており、浅井を倒そうとする仁岡を阻止しようとしていたが、メガネを外した仁岡に一目惚れ。それ以来、仁岡に付きまとう。仁岡を「ウサギさん」呼ばわりし、自らを「狩人」と称することがしばしばあるが、本人曰く、男性として見てしまうと緊張するからで、仁岡は獲物で自分は狩人という構図を想定しないと、まともに顔も見られないかららしい。他にも、バレンタインデーに恥ずかしくてなかなかチョコを仁岡に渡せないなど、女性らしい一面も持つ。女性らしい恰好をして何とか渡せたが、普段からは考えられないほど赤面して逃走。しかも、あまりの変わりっぷりに仁岡に河原桜だと認識されなかった。メガネを外した顔以外でも、仁岡の性格、彼女曰く、「バカ正直で社会性に欠け順応性乏しく被害妄想にかられたヒネたガキ」も好きだという。なお、当の仁岡からは「持って生まれたものを褒められても嬉しくはない」として特に異性的な感情は抱いていない模様。
長身であることにコンプレックスを抱えており、「巨人」「デカい」などの言葉には過剰に傷つく。浅井からは「巨人女」、「デカいねえちゃん」と呼ばれている。
実の弟である梅夫に対しては「今では普通に大人」という理由で「鼻につく」「可愛くない」「アホ」「ウザい」「愚弟」と散々な言動をとる。しかし、こんな弟になってしまった自分のしつけに後悔している一面もある。
河原梅夫（かわはら うめお）
英語担当の教師。2-4担任。桜の実弟。担当は英語だが美術の教員免許も持っているため、美術の授業を臨時で行ったことがある。姉同様、仁岡の眼鏡を外した姿に一目惚れした。
アメリカ帰りの帰国子女だが、正しくない変な英語を使うこともしばしば。しかし、日本の英語教育を「現場での実用性を無視した試験や受験で役立つ授業」と言っていたり、授業の質に対して浅井や川﨑から絶賛を受けている事から、その実力はかなりのもの。
美しいものが好き。その中でも「中学生の多感でピュアな心」を最も美しいと考えているため、中学生好き。しかし、「彼等の美しい心に教育以外で踏み込むのは罪」と考えており、しかもそれ以上に自分好きのため、恋愛感情は抱かない。渡米した理由も、幼少の頃、桜に溺愛されて育てられて以来、自分を美しいと思い込んでしまい、「アメリカで自分の美を試す」と思い至った為。姉と同様に中学生好きではあるが、姉が可愛いもの限定で愛するのに対し、彼は中学生であれば男女見境なく愛する変態。
姉のためならと裸エプロンも構わないというほどのシスコンで、姉のことを「ハニー」と呼んでいる。さらに、仁岡は姉が好きな相手ということで「兄さん」と呼んでいる。しかし大人になった現在では、姉からは「小さい頃はあんなに可愛かったのに」と自分の昔の写真と見比べられ、溜め息をつかれており、ひどく蔑ろにされている。
しかし、校長の浅井への想いにツッコミを入れたり、変態街道まっしぐらの姉の暴走を諌めたり、病気の仁岡を真面目に看病したりと、作中では比較的常識がある人物。また、ホームルームで自らの美について語り続け、生徒たちを魂の抜け殻にすることもあるが、上記の通り英語の授業は真面目に行い、質が高い上にとても解りやすいと好評を得ている。
今江が自分に好意を抱いていると勘違いしている節がある。
田村澪（たむら みお）
番外編で登場。担当クラス、教科は不明。
不良上がりで、喫煙スペース以外の廊下でも平気で煙草を吸うヤンキー教師だが、天然系不思議ちゃんキャラを装っていて、自分のことを「ミオミオ」と呼び語尾に「〜ですぅ」と付ける。本人曰く「このキャラでバカな男たちを欺き、札束のシャワーを浴びる」のが野望らしいが、転校生の小田には一瞬で見破られている。しかし校長は信じ切っているようで、彼女の「お花畑で生まれ、体重はA4コピー用紙1枚分、趣味は送りバント、年はほぼ永遠の17歳」と書かれた履歴書を見て採用している。
運動会で一度だけ彼女らしき人物が出演している。また、本編87時限目の百人一首の回で再登場しており、これが田村の最も長い本編登場となる。
教頭
本編では1回だけ登場。変わった性格の人が多い教師陣の中で、唯一マトモな人。
4巻の裏表紙では浅井はおろか、校長にまで忘れ去られていた。

### 生徒
浅井（あさい）
声 - 水橋かおり
自称「不良」の女子生徒。本作品のメインヒロイン。クラスは2-2。委員長である。
テストの順位ではいつも上位10位以内に位置づけるほどの優等生。しかし美術や体育など、実技が伴う科目は苦手なようで、そうした科目に関してはとことん避けようとする。今江や前田程ではないが、運動はあまり得意ではない他、彼女が描く絵は前衛的と評価される。
自称「不良」と言い張ってはいるが、「語尾に『だぜ』と付ける乱暴な口調」「茶髪」「耳にピアス用の穴を空けている」「授業中を含めてほぼいつも棒つきキャンディをくわえている」といった点を除けば、大のタバコ嫌いだったり、夏休みに「自主的な清掃活動」のために登校したり、仁岡の補習へ助太刀したりと、どこが不良なのか分かりづらい。本人曰く「不良はワルだが筋を通す者で、勉強しないのはただのダメ人間」とのこと。
仁岡から「チビ」と呼ばれるほど身長が小さく、僅差ではあるが作中で一番小さい。また、体重も軽いため、制服を着ていなければ小学生の女子に見える。しかし、体格とは裏腹に胸はそれなりに大きい。また両親の事を「パパ・ママ」と呼ぶ、うさぎさんのお茶碗を愛用するなど、容姿を含めてどこか幼い。仁岡以外のクラスメイトや教師たちはその可愛さに洗脳されているといっても過言ではないようで、彼女の奇行も大概は見過ごす。お化けや肖像画を怖がったり、動物園で虎の鳴き声を聞いただけで怯えるなど、臆病な面もある。
学校の廊下を愛車の『ディアボロス』という名前の単車（という名の台車）で乗り回している（愛称は『ディアー』）。この台車は浅井の私物で、バイト（という名の親のお手伝い）で得たお金（お小遣い）を貯めて自分で購入した。使わない時は知り合いのスーパーの倉庫を車庫代わりにさせてもらっている。
仁岡に惚れており、彼のことを「アニキ」と呼んでいる。その理由は「どの教師も自分を可愛い可愛いと叱ってくれなかったが、仁岡だけが自分を叱ってくれたから」とのこと。基本的に仁岡の味方だが、状況次第では仁岡に反旗を翻す場合もある。
一部クラスメイトからは「こけしちゃん」というあだ名を付けられているが、本人は気付いていない。
周囲が強烈な個性の集まりの為か、最近はツッコミ役に回ることが多い。しかし、仁岡に「（一番勤勉なのに）現状が一番不安」と言われた。
今江幸（いまえ さち）
声 - 松岡由貴
自称「チーマー」の女子生徒。クラスは2-1。金髪のショートヘアで左髪をヘアピンで留めているが金髪は地毛である。
浅井とは幼馴染の親友であり、仁岡を巡って火花を散らすライバル。門限をちゃんと守ったり、授業はちゃんと聞いたり、浅井と同じく不良要素が見当たらない。皆からは「今ポン」と呼ばれている。
仁岡を「ダーリン」と呼び、慕っている。仁岡と手をつなごうとするだけで赤面して震えが止まらなくなったり、「ぶちゅう」という擬音だけで目を回して失神するなど、とても純情。そのため初対面で肩に触れてきた梅夫を「Mr.セクハラ」「変態」とひどく嫌っている。
人見知りも激しく、違うクラスに行った時には脅えてまともに話せない状態であった。自らが認める友人はごく少数であるが、クラスメイトから嫌われているというわけではなく、むしろ浅井と同様に本人の知らないところで、クラスのアイドル的存在に祭り上げられてしまっており、クラス委員選出の際も、委員長を目指している川崎を押しのけて彼女に票が集中する程。親友の浅井とは、「教師たちの身勝手な都合（クラス替え）」に遭って以来敵対関係にあったが、彼女以外に友達がいなかったため、なんだかんだで仲良くやっている。また、上原信者の一人でもあり、彼女のことを「上様（うえさま）」と呼んでいる。
「今時のギャル」を自称しているが、語尾に必ず「〜みたいなぁ」「〜的ぃ」を付けたり、映画を「活動写真」と呼ぶなど、死語を多用する。しかし、梅夫のウザさが度を超した時や、追い詰められて逆ギレした時にはドスの効いた標準語を使い、その威圧感は上原や桜ですら圧倒する。また、ヨーヨーを武器として使い、未だにPHSを使用しており、写真を撮ると魂を抜かれる、など、ものに対する考え方が全体的に古い。
勉強の出来は非常に悪く、上記の理由からか歴史だけは得意だが、それ以外は大の苦手。その駄目っぷりは教師から教えるのを諦められるほどで、今江に勉強を教えようとした者には、逆に駄目さが感染することもある。運動神経もゼロであるが、幼少時に毬で遊んでいた経験があり、バスケのドリブルだけは得意。また、貧乳がコンプレックスである。
前田と仲良くなってからは、手を繋いだり、作ってきたお菓子をスプーンで食べさせてあげるほど溺愛し、前田が学校を休むとショックで錯乱し、歩けなくなる。仁岡ですら前田をいじめて（？）いた時には出来たてのお粥を投げつけられた。仁岡と浅井曰く、2人の関係は「暑苦しい」。
料理の腕は一級品。リンゴの桂剥きを難なくこなしたり、クリスマス用にティラ・ミ・スを手作りし、調理部には至高のお菓子職人と評価され、味見の依頼や部への勧誘をされていたり、仁岡には「我が舌に伝説を刻んだ」と絶賛されていた。
名前の幸の由来は昔、作者が飼っていた文鳥から。1巻の2時間目51ページの左上の題名や、2巻の目次ページでも名前を確認できる。
上原（うえはら）
自称「今ドキのオンナノコ」な女子生徒。浅井のクラスメイト（2-2）。姉がいる。
容姿は茶色のロングヘア。髪型で遊ぶために伸ばしているとのことで、作中でも度々髪形を変えている。教師を殴ったり逆ギレしたりと、不良を自称している人たちよりもよっぽど不良らしい生徒である。
何においても「遊ぶこと」を最優先し、面白そうなことに対しては努力を惜しまず、凄まじい才覚を発揮する。サッカー漫画を読んだだけでサッカー部主将の福盛との一騎討ちに勝利、昼休みから放課後までの短い間に洋服を一着仕立てる、カラオケの曲番は大体頭に入っている、歌姫と評価される程の凄まじい歌唱力がある、文化祭で喫茶店を出店した際に全てを監督する、人の色恋沙汰に無責任に面白半分で干渉する、など枚挙に暇が無い。「身体能力は人のモノに非ず。」「化け物って感じ」という桜と同様の評価を前田と今江からされ、周囲からは「超人」（または「ゴリラ」）呼ばわりされ、彼女自身の存在が「学校の七不思議」の一つにもされており、七不思議の最後の一つは「上原は何者なのか？」である。長期休暇には誰とでもいいのでとにかく遊ぶことに傾倒し、遊ぶ相手がいないときは小学生とも遊ぶ。だが、休暇が終わると反動で魂の抜け殻になる。
その反面勉強は大嫌いで、体育は「友達と気楽に喋れるから」という理由で普通に受けているが、その他の授業は魂の抜け殻と化す。そのためテストの成績は悪いが、それは勉強を一切していなかったためで、いざ勉強するとかなり飲み込みが速く、すぐ覚える。仁岡の発言を覆せる時など、自分が面白いと判断した時は勉強でも異様な集中力を出す。また、勉強以外にも固ゆで卵（半熟は好き）が苦手で、曰く「ゴムのような白身とパサパサの黄身が嫌」らしい。
基本的に自主学習はせず、宿題もやってこないが、それを狡猾な策略を持って攻略、もしくは宿題を出させることを妨害しようとする。しかし構ってもらえないことがよほど嫌なのか、仁岡の補習に抵抗して籠城した際、仁岡が諦めて帰ろうとした時は必死に引きとめていた。
「先生にはいつも面白そうな出来事が付きまとうから」という理由で、仁岡に付きまとっている。本人としては、「先生で遊ぶ」といった感覚。そのため仁岡からは特に嫌われているが、友人ウケは良い。絶大なカリスマ性から信仰対象にされ、今江と前田はもはや信者と化していたり、浅井からも「上原は友達大切にするし、言っていることも割と的を射ている」と評され、仁岡もまた「いろいろとかっとんではいるが、比較的常識のある人物」と評した。実際に今江や前田が仁岡に泣かされている（ほとんどが誤解）と、容赦なく仁岡をボコボコにすることもある。また浅井は、「無茶苦茶で狂暴で自制心なくて、あげく拳の速さは光の域」とも評しているが、その犠牲者は仁岡のみということで気にしていない。梅夫も初登場時のみ被害を受けている。しかし、実際は本人すら気付かないレベルで仁岡に恋愛感情を抱いているらしく、仁岡からラブレターをもらったと勘違いした時は明らかに表情が変化し、その手紙通り現れた時は「異性としてダメ」ではなく「教師と生徒だからダメ」と言っていた。同じく教師と生徒だからということで浅井のことは応援していない。
前田若菜（まえだ わかな）
人と交わることのない孤高の女子生徒。浅井、上原と同じ2-2。黒色のショートヘアに半開きの目が特徴。「変態ジャージ党」の一人。
浅井を凌ぐ秀才で、勉強は常時学年1位。今江からは「若様（わかさま）」と呼ばれている。常に丁寧語で話す。その性格や日頃の行いは担任の仁岡にそっくり。初登場時には登場人物全員から仁岡と見比べられ、川崎には「隠し子!?」と言われた。彼女の持論はかつて仁岡自身も言っていたことなので、否定も肯定もできないとのこと。なお、本人としては仁岡よりマシと思っているらしい。実際、何をするにもとことん仁岡を見下して、自分を優位に立たせようとするが、周りから見ればあまり大差はない。ただし、話題にジャージが絡むと仁岡と馬が合い、その事だけにおいては強い尊敬の念を抱いて接する。浅井より7ミリ背が高く、その点で浅井を見下している。
かなりの虚弱体質で軽くボールが肩に触れただけで肩が大変なことになったり、年の半分は風邪気味で、保健室のことは知り尽くしている。本人曰く、風邪の治し方は達人級とのこと。また、風邪を引いている時は健康な時よりも身体能力が上がるらしい。
初め、「友達は必要ない」という持論を持っていたが、浅井、今江、上原の友人宣言により、その持論をあっさりと捨て、友達がいるという事で仁岡よりマシという新しい持論を確立した。今江と同様、「上原信者」。友達が出来て初期は、友達より勉強を優先しようとしていたが、今では特に気にしていない。
今江とよく一緒に行動しており、その関係はかなり甘い。学校では今江のことを「今江さん」と普通に呼んでいるが、家では「今ポン」と呼んでいるらしい。
料理の腕前は良くない。一度、仁岡のお見舞いにチョコレート入りのおにぎり（仁岡曰く『チョコインザおにぎり』）を作った際に、その完成品を自ら「食べ物のカテゴリに当てはめがたく全ての理を否定する」と自ら評し、チョコ好きの仁岡すらも「とろける悪意」と酷評した。彼女も仁岡と同様甘党である。
機械音痴であり、文化祭のチラシ作りにおいてもコピー機を使わず、手書きで済ませている。また携帯も所有しているが、使い方が分からずまともに使ったことが無い。
仁岡をそのまま女性にしたとしか思えないほど顔がそっくりの母親がおり、更に自身も髪型を似せて眼鏡を掛ければ仁岡そっくりであることが判明した。彼女の視力はあまり良くないが、眼鏡をかければ仁岡に似るという点で着用を否定している。さらに、性格も悪く友達もいないという完全に女仁岡という有様であり、本人はかなりのコンプレックスを感じているらしい。
川崎明日香（かわさき あすか）
何かと「委員長」にこだわる女子生徒。浅井から生徒会長を薦められても、「委員長」という肩書きが重要ならしく、きっぱり断る程である。クラスは2-1。転校生。本作が月刊少年ガンガンに転載してから登場した。
「委員長キャラ」に対する執着ぶりはかなりのもので、同じく「2-2の委員長」である浅井をライバル視するようになる。眼鏡に黒髪三つ編みといった委員長スタイルを貫いているが、実際は視力も良く、髪の毛も癖毛に加え茶髪で、キャラ作りのためだけに父親の眼鏡をかけ、カツラを被っている。今江からは「ヅラ」というあだ名を付けられそうになった。夜寝る時もカツラを着用したままらしい。休日は頭皮を休ませるために、あまり外出しない。このスタイルで生活を続けたせいか、素顔を見せるのがかなり恥ずかしいようで、その状態では他人とまともに会話もできなくなる。一度素顔のままで人助けをした結果、校内で「謎の親切な茶髪の女子」が噂になった。
仁岡の遠い親戚にあたり、幼少時代に彼に言われた言葉から、委員長キャラを貫くことを決めた。しかし前の学校では単なる「パシリ」に近い扱いを受けていて、その時に得た数多くのスキルに自信を持っているが、あまり大したことはない。
普段は常識人で、仁岡や生徒たちの行動にツッコむことも多いが、「自らが委員長になることを妨げる者」はどんな手を使っても排除しようとしたり、自らの株を上げるためであれば法に触れるギリギリの行為も平然とやってのけようとする。ただし、「迷惑だから」という理由で自身のクラスではそういった行為を一切していない。校則に対しては自他共に厳しいが、逆に校則にないことは何をしても構わないと思っている。また、文化祭の時は実行委員を務めており、この勢いで委員長にのし上がろうと日々努力している。
常に鉄パイプを持ち歩いており、校内に異常がないかどうか見回っている。また事ある毎に「自分に有利な条件」か「相手に不利な条件」で他の生徒たちに勝負（タイマン戦）を挑んでおり、浅井に「卑怯もここまで来ると清々しい」と評される。
今江と前田が上原信者であるのに対し、彼女は「前田信者」。曰く「一つのことに固執し、その道を貫くことは委員長道に通じる」とのこと（前田の場合は勉強）。
勉強より運動の方が得意（本人の持論が力は正義の代名詞である為）な武闘派。前にいた学校では、豪腕の韋駄天と呼ばれていたらしい。委員長になる為、常日頃ランニングや滝修行などのトレーニングを欠かさずに行なっているため、上原や桜に及ばずとも、かなりの身体能力を持ち、成人男性の仁岡に力勝負で勝利している。陸上部に所属しているが、正式な部員ではない。また、絵が上手いという密かな特技も持つ。
実は野球好きで仁岡よりも昔から野球中継を見ているらしい。
仁岡とは逆に甘いものは苦手であり、仁岡が親戚であってもバレンタインチョコを渡すのは拒んでいる。
福盛（ふくもり）
2年生にしてサッカー部主将の男子生徒。クラスは2-4。
爽やかで性格良し、成績優秀でかつサッカー部主将であるため、みんなの人気者。クラスでは委員長も務めている。だが作中ではサッカーの技術で初心者の上原に惨敗したり、担任の河原梅夫に魂を抜かれたりと、何かと被害に遭う不憫な人。また、誰からも自分の話を最後まで聞いてもらえない。作者曰く「生粋の被害者」。
連載初期の頃は比較的まともだったが、回が進むにつれ「女の子女の子している子より元気で強くてちょっと加虐心の強い女性が好み」というMの性癖が露呈。次第にエスカレートしていき、最終的に変態の領域に覚醒してしまった。その性癖のため、河原桜に憧れ、上原に惚れている。更には上原に辛いことを言われても幸せそうな顔をしている。
なぜか仁岡を尊敬しているが、仁岡には「自分より背が高いから」という理由で嫌われている。
木村（きむら）
バスケ部所属の女子生徒。クラスは2-4。
作中の数少ない普通（まとも）な子。そのため、周りからは常に「地味キャラ」として扱われている。今までは普通に楽しくやってきたのに、梅夫の登場と福盛の覚醒で、平穏が脅かされているのを悩んでいる。
地味さに拍車をかけるほど熱心な努力家でもあり、バスケの練習は人一倍精力的に打ち込んでいて、毎朝ドリブルしながら通学している。シュート練習でもかなりの成功率を収める実力者であるが、その反面プレッシャーに弱く、本番になるといつもの力が出せず戦力外扱いされている可哀想な人物。

### その他
小田
番外編「偽れ！田村先生」で登場した転校生。男子生徒。
今まで絶対的な凡人（アブソリュートノーマル）と呼ばれていた過去を払拭する為に、不良キャラでの転校デビューを目論む。
しかしよりによって仁岡や田村達の勤務する学校に転校してしまい、平凡に生きる素晴らしさに気付き、元の学校へ戻っていった。
石井
番外編「落ち着け!仁岡くん」で登場した女子生徒。仁岡の高校の時の同級生。
仁岡をクラスに馴染ませようと彼を学級委員長に推薦し、「みんなに勉強を教える」というポジションを与えた。頼まれ事が断れない性分。試み自体は成功し、仁岡は一躍クラスの人気者となるも、その後担任教師・佐伯の陰謀により「参謀」=「仁岡係」という謎の役職を押し付けられ、彼のスケジュール管理などを引き受ける羽目に陥った。仁岡曰く「優秀な参謀」。覇王の道と言って道を踏み外しかけた暴走する仁岡をギリギリのところで立ち止まらせ、真っ当な「高校デビュー」を果たさせた功労者だが、本人は「仁岡係」の称号がそのままクラスに定着してしまい、完全に道を踏み外す羽目になる。成績は良くない為、仁岡に勉強を教えてもらっているらしい。
佐伯
番外編「落ち着け!仁岡くん」で登場した、仁岡の高校時代の担任教師。女性。
石井を「仁岡係」として仁岡の扱いを丸投げした挙句、独自のテスト対策講座を開講して人気を得ていた仁岡に、定期テストの問題作成を頼もうとまでした。
きなこ
仔犬。命名は仁岡によるもので、曰く「身体が黄粉色だから」。仁岡の発案で学校で飼われている。
箱に入りたがる習性があり、仁岡とはじめて対面した際は段ボールに入っていた。それが原因で仁岡に捨て犬と間違われ、学校で飼われることになったが、本来は校長の家で生まれた仔犬である。ボール遊びが好き。仁岡に懐いており、よく一緒にボール遊びをしている。ただし、好物で釣られるとそちらを優先させてしまう。頭が良く、基本的に聞き分けが良い。しつけがなされていない頃は少し行儀が悪かったが、絶対逆らってはいけない存在と出会い、弱肉強食を理解した後は行儀が良くなった。

## 書誌情報

### 単行本
スクウェア・エニックスより「ガンガンコミックス」として刊行。
1. 第1巻（2006年10月21日発売・2006年11月22日初版発行） ISBN 4-7575-1800-5
2. 第2巻（2007年10月22日発売・2007年11月22日初版発行） ISBN 978-4-7575-2137-7
3. 第3巻（2008年8月22日発売・2008年9月22日初版発行） ISBN 978-4-7575-2357-9
4. 第4巻（2009年8月22日発売・2009年8月22日初版発行） ISBN 978-4-7575-2652-5
5. 第5巻（2010年5月22日発売・2010年5月22日初版発行） ISBN 978-4-7575-2872-7
6. 第6巻（2011年6月22日発売・2011年6月22日初版発行） ISBN 978-4-7575-3252-6
7. 第7巻（2012年8月22日発売・2012年8月22日初版発行） ISBN 978-4-7575-3690-6
8. 第8巻（2013年11月22日発売・2013年11月22日初版発行） ISBN 978-4-7575-4129-0

第1巻には、作者のデビュー作『ガールフレンド』と本作の原点となった『リトルラバー』が収録されている。